# São Pedro das Missões
São Pedro das Missões är en kommun i Brasilien.   Den ligger i delstaten Rio Grande do Sul, i den södra delen av landet, 1 400 km söder om huvudstaden Brasília. Antalet invånare är 1 886.
Trakten runt São Pedro das Missões består till största delen av jordbruksmark. Runt São Pedro das Missões är det ganska glesbefolkat, med 30 invånare per kvadratkilometer.